# Dyamavvanahalli, Davanagere
Dyamavvanahalli là một làng thuộc tehsil Davanagere, huyện Davanagere, bang Karnataka, Ấn Độ.